# Mycalesis blasius
Mycalesis blasius är en fjärilsart som beskrevs av Fabricius 1798. Mycalesis blasius ingår i släktet Mycalesis och familjen praktfjärilar. Inga underarter finns listade i Catalogue of Life.